# Савченко Василь Іванович
Васи́ль Іва́нович Са́вченко (26 вересня 1982, смт Орілька, Лозівський район, Харківська область — 26 серпня 2014, м. Іловайськ, Донецька область) — рядовий міліції, міліціонер, доброволець. Загинув під час російсько-української війни. Позивний «Вася».

## Життєпис
Василь Савченко народився в смт Орілька на Харківщині, був молодшим серед трьох братів. Васильок, як його називала мама, завжди мав багато друзів, був душею компанії. По закінченні 9 класів Орільської школи здобув професію верстатника широкого профілю у професійному училищі № 36 м. Лозова. Відслужив строкову службу в «Десні». Працював на будівництві, експедитором продовольчих товарів, токарем.
З початком бойових дій на Сході України Василь зібрав речі, документи і пішов добровольцем захищати Батьківщину. Рядовий міліції, міліціонер батальйону патрульної служби міліції особливого призначення «Дніпро-1». Рідні розповідають, що він ще з дитинства хотів бути міліціонером. Здійснити цю мрію довелося під час війни. Якийсь час перебував зі своїм підрозділом в Бердянську, місяць служив у Маріуполі, після чого підрозділ батальйону вирушив до Іловайська, де потрапив в оточення.
26 серпня 2014 року зранку Василь востаннє телефонував рідним, його підрозділ тоді перебував у будівлі школи № 14 в Іловайську. Бійці, озброєні автоматами, вже тиждень утримували позиції під постійними обстрілами російських терористів. Того дня внаслідок артилерійського обстрілу загинули двоє бійців батальйону, Василь Савченко і Антон Хорольський, ще двоє зазнали поранень.
29 серпня з двома воїнами-добровольцями попрощались у Дніпрі. Василя Савченка поховали в рідному селищі Орілька. Залишились мати Олена, брати Сергій та Іван, дружина і син Дмитрик.

## Нагороди і вшанування
- 14 листопада 2014 року, за особисту мужність і героїзм, виявлені у захисті державного суверенітету та територіальної цілісності України, вірність військовій присязі, нагороджений орденом «За мужність» III ступеня (посмертно).
- На території Лозівської районної ради встановлено меморіальну дошку Василю Савченку, ще одна дошка — на стіні Орільського навчально-виховного комплексу, де він навчався.
- Його портрет розміщений на меморіалі «Стіна пам'яті полеглих за Україну» в Києві: секція 3, ряд 3, місце 16
- Вшановується 26 серпня на щоденному ранковому церемоніалі вшанування українських захисників, які загинули цього дня в різні роки внаслідок російської збройної агресії[4]
- Іловайський Хрест (посмертно)
- в Орільському НВК відкрито меморіальну дошку Василю Савченку
- його іменем назвно вулицю в Орільці[5]